# Adelophryne adiastola
Adelophryne adiastola es una especie de anfibio anuro de la familia Eleutherodactylidae. Se distribuye por el noreste de Perú, regiones amazónicas de Colombia y Ecuador, y regiones cercanas de Brasil. Es una especie terrestre, y habita en selvas de tierras bajas.